# Операція «Гарпун»
Операція «Гарпун» (англ. Operation Harpoon) — військова операція, що проводилася силами Королівського військово-морського флоту Великої Британії з метою проведення конвою на Мальту під час битви на Середземному морі. Операція «Гарпун», що проводилася одночасно з операцією «Вігорос», стала спробою британців провести конвой у складі 6 торгових суден під прикриттям значного ескорту із західної частини Середземномор'я на обложений острів Мальта.
Разом з операцією «Вігорос», ця операція отримала також назву битва у середині червня (англ. “battle of mid-June”), під якою малося на увазі низка повітряних та морських боїв, що тривали протягом 12 — 16 червня 1942 року майже по усій акваторії Середземного моря. Бої в ході цієї операції закінчилися перемогою країн Осі; конвой «Гарпун», що вийшов з Гібралтару, маючи у своєму складі 6 військових транспортників, до Валлетти дійшов тільки з 2 суднами. Більш того, конвой «Вігорос» повернувся назад до Александрії, зазнавши серйозних втрат.

## Карта операції «Гарпун»
|  |